# Kecamatan Biak Kota
Kecamatan Biak Kota är ett distrikt i Indonesien.   Det ligger i provinsen Papua, i den östra delen av landet, 3 300 km öster om huvudstaden Jakarta. Kecamatan Biak Kota ligger på ön Kepulauan Schouten.